# Turnaround
De turnaround is de benaming voor (een aantal maten met) akkoorden die een inleiding vormen naar het begin van het muziekstuk, en gebruikt in de popmuziek en met name in de jazz.
De akkoordenreeks is een cadens (niet noodzakelijkerwijs in de toonsoort van het stuk) die leidt naar het eerste akkoord in de eerste maat. Veelal gaat het hier om een reeks II-V-verbindingen of varianten hierop door het gebruik van tussendominanten en tritonusvervangers.

## Gebruik in de praktijk
Veelal is de turnaround optioneel. Wanneer in een uitvoering niet teruggegaan wordt naar de eerste maat (bijvoorbeeld omdat het stuk eindigt) speelt men het oorspronkelijke akkoord, meestal de tonica. In leadsheets staat de turnaround dan ook veelal tussen haakjes vermeld.
De turnaround is ook een goed middel om een stuk te beëindigen: met name bij het spelen van jazz standards door musici die niet hebben gerepeteerd of weinig samenspelen wordt, naast het gebruik om de laatste regel een aantal keer te herhalen, veelvuldig de turnaround gebruikt om een slot te creëren. De turnaround wordt dan vele malen herhaald, waarbij vaak ook nog over de akkoordprogressie wordt geïmproviseerd.

## Voorbeelden
De volgende muziekstukken eindigen op de tonica, maar veelal worden tijdens de uitvoering turnarounds gebruikt:
| Muziekstuk            | Oorspronkelijk slotakkoord | Turnaround              |
| --------------------- | -------------------------- | ----------------------- |
| Summertime            | Dmi6                       | Dmi6 - Eø - A7          |
| I Got Rhythm          | Bb6                        | Bb6 - G7 - Cmi7 - F7    |
| Here's That Rainy Day | F                          | Ami7 - Ab7 - Gmi7 - Gb7 |
| Just Friends          | G6                         | G6 - Db7+11             |